# Новопольцев, Абрам Кузьмич
Авраам Кузьми́ч Новопо́льцев (15 ноября 1820, Ясашное Помряскино, Симбирская губерния — 6 сентября 1886, Ясашное Помряскино, Самарская губерния) — русский сказочник. Уличное имя — дед Абрам.

## Биография
Абрам Кузьмич родился 15 ноября 1828 года в селе Ясашное Помряскино (ныне Старомайнский район Ульяновской области). В 1870-х годах, когда к Новопольцеву пришла известность, его родное село относилось к Ставропольскому уезду Самарской губернии, из-за чего его относят к самарским сказочникам.
Был безземельным крестьянином, работал пастухом, вырастил четырёх сыновей. Жил бедно. По воспоминаниям современников Новопольцев был высоким, широкоплечим стариком. Любил выпить, побалагурить и рассказывать сказки, чем и прославился на всю округу.
Приходилось ему демонстрировать свой талант рассказчика и в соседнем селе Новиковка, в усадьбе местного помещика Лазарева. Здесь он и повстречался с поэтом и собирателем фольклора Дмитрием Садовниковым, который в 1871 году женился на дочери помещика.
Садовников записал от Новопольцева 72 сказки, которые вошли в сборник «Сказки и предания Самарского края». В предисловии Садовников намеревался рассказать о жизни сказочника, но не успел. Сборник был издан только через год после смерти фольклориста, а рукопись предисловия так и не была найдена.
В родном селе оригинальный талант земляка не ценили, он умер в нищете, его могила затерялась на сельском кладбище. Не сохранилось ни одного портрета сказочника. Исследователю Н.Захарчеву удалось установить, что внук Аврамия Кузьмича — Николай Иванович Новопольцев — также был известным в округе сказителем. Умер И. Н. Новопольцев в 1948 г. Могила находится на сельском кладбище.
Никаких памятных знаков в Старомайнском районе Ульяновской области памяти А. К. Новопольцева не имеется.

## Сказки
Авраам Новопольцев считается самым известным сказочником XIX века. Его относят к типу сказочников-балагуров: он наполнял свои сказки шутками, даже серьёзным ситуациям придавал комический характер, обширно пользовался зарифмованными присказками, рифмовал даже описательные части и диалоги персонажей, любил вводить в повествование кабацкие и трактирные сценки. Мастерство сказочника проявлялось и в богатом словарном составе языка, а подчёркнутое просторечие повышало динамизм повествования, придавая весьма напряжённый темп повествованию.
Новопольцев мастерски рассказывал сказки любых жанров: и волшебные, и бытовые сказки, и детские сказки о животных, и исторические предания и даже анекдоты. Однако преобладающим видом были волшебные сказки. 25 таких сказок вошло в сборник Садовникова. Авраам Кузьмич хорошо владел всеми приёмами классической волшебной сказки, используя общие места, повторы, сказочные формулы, постоянные эпитеты.
Значительное место в его репертуаре составляли сатирические антипоповские и антибарские сказки.

## Память
С 2003 года в Ульяновской области проводится ежегодный фольклорный фестиваль имени Абрама Новопольцева.